# Sakanila
De Sakanila is een rivier die stroomt door de regio Alaotra-Mangoro richting de oostkust van Madagaskar. Ze mondt uit in de Indische Oceaan bij Maintinandry ten zuiden van Vatomandry.
Ten westen van Maintinandry kruist de Route nationale 11 de Sakanila.